# Шевченко Василь Кузьмович

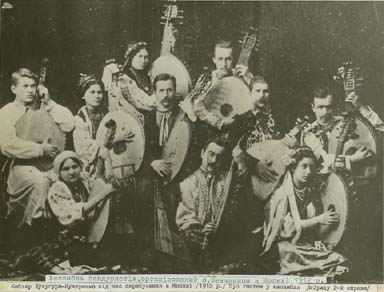
Московська Капела бандуристів під керівництва В. Шевченка

Васи́ль Кузьми́ч Шевче́нко (1888, Пашківська — 1964, Москва) — бандурист і торбаніст. Народився на Кубані, мешкав в Москві, працював робітником-сценоґрафом в Великому Театрі.
Виїжджав з Москви на Полтавщину і робив записи кобзаря М. Кравченка. Вже в 1905 р. виступав з бандурою. Брав участь в першому виступі ансамблю зрячих бандуристів в Москві в 1905 р. В подорожі по Україні виникла думка створити підручника гри на бандурі. Перші три частини були надруковані і видані за власним коштом. Рукопис невиданих частин зберігаються в Центральному музеї музичної культури ім. М. Глінки, ф.96—б, інв. 1976, арк . 12. Частина 4 містить вправи. Частина 5 віртуозний розділ. Торбан Василя Шевченка зберігається в музеї ім. М. Глінки.
Керівник капели бандуристів в Москві (1913—4).
Автор «Школа гри на бандурі» (Москва, 1914).